# クリスティアン・ヴォルフ

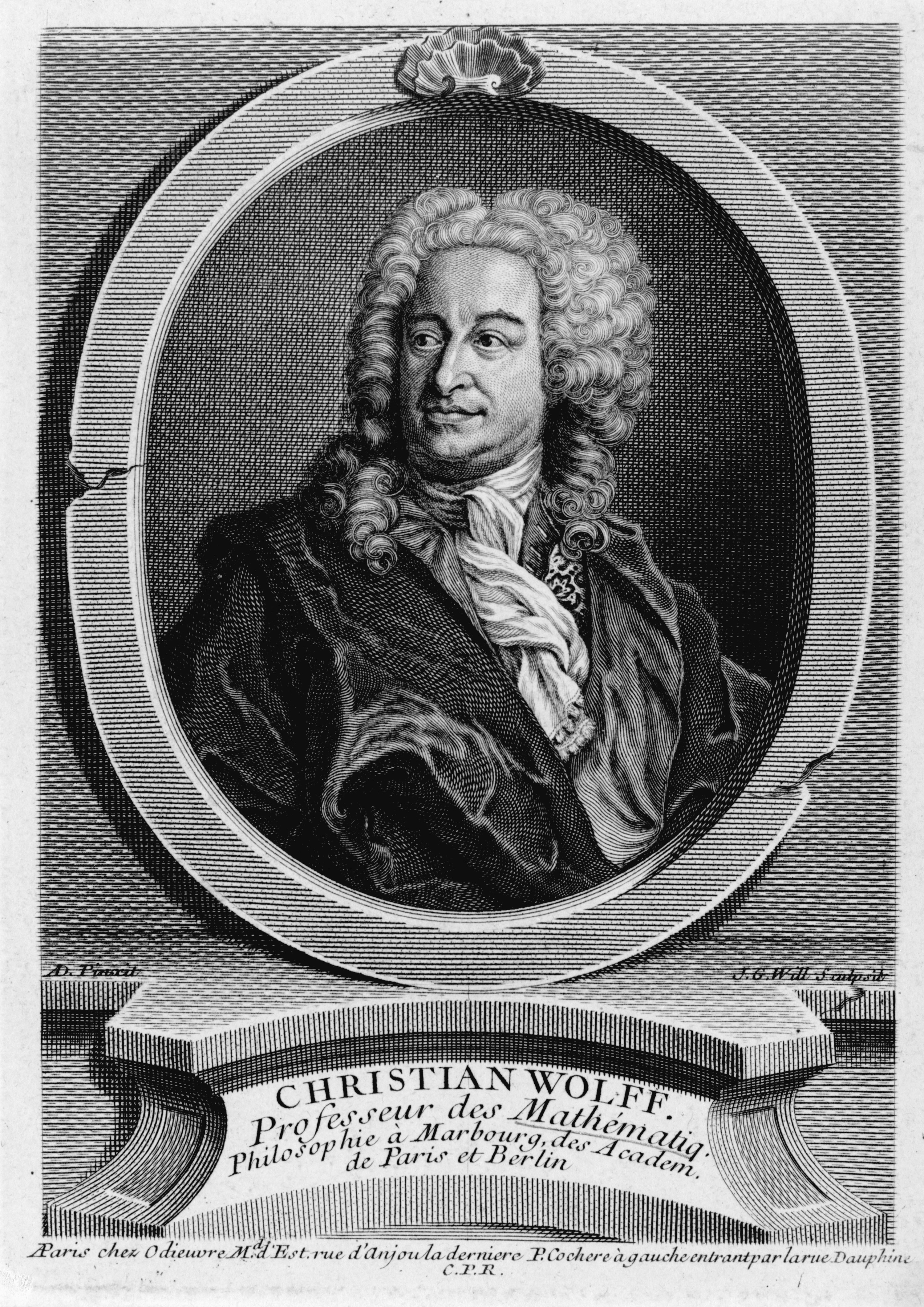
C・ヴォルフ

クリスティアン・ヴォルフ（Christian Wolff、1679年1月24日 - 1754年4月9日）は、ドイツの哲学者、近世自然法論者。ライプニッツからカントへの橋渡し的存在。

## 生涯
パン屋の息子としてブレスラウに生まれる。最初に神学を学び、イェーナ大学・ライプツィヒ大学で哲学と数学を修め、1704年からライプニッツと交わり、その推薦で1707年にハレ大学の数学・自然学教授、1709年に哲学教授となる。従来の習慣を破ってドイツ語で著作し講義をした。1723年に孔子を賞賛した演説が無神論という言いがかりを招き、プロイセン王フリードリヒ・ウィルヘルム1世の退去命令によりマールブルクに逃亡した。有名な教師であったヴォルフに嫉妬した神学者がヴォルフの予定調和説を歪めて伝え、「兵隊が脱走しても宿命がそうさせたので、兵を罰することは不当である」と主張しているかのように王に告げ口したせいともいわれる。ハレ大学を訪れる人が激減し、間接国税が減る結果に驚いた王がヴォルフを呼び戻そうとしたが応じず、マールブルク大学の哲学科主任教授となり、ロンドン王立協会・パリ・ストックホルムの科学アカデミーの会員資格を与えられ、ロシアのピョートル1世からは新設のペテルスブルク・アカデミーの副会長に指名されるという全ヨーロッパ的な名声を享受した。フリードリヒ2世即位後の1740年にハレ大学に復帰、1745年に学長となる。晩年にはさすがの令名も色あせ、最後には聴講席はがら空きだったという。

## 業績
ヴォルフはそれまで固有の語彙体系をもたずラテン語による著述や借用語がほとんどだったドイツ語圏の思想界において、ドイツ語の哲学用語を確立した。ヴォルフが造語した哲学用語の多くは現在もなお使われている。またライプニッツの表象概念を基礎にした体系的な形而上学を構想し、もって哲学を神学から独立させた。したがって彼とその後継者の哲学はライプニッツ＝ヴォルフ学派といわれることがある。ヴォルフは数学を学問の典型とし概念的厳密性を重んじ、分析的思考に基づく哲学を構築した。
彼の哲学は啓蒙思想の代表の一つであり、ドイツの大学で17世紀から18世紀にかけて講じられた、いわゆる講壇哲学の基礎をなした。17世紀後半のドイツの形而上学者は、多くヴォルフの弟子筋にあたり、彼らの著述は18世紀半ばまで広く教科書として使われた。ヴォルフはまたカントに影響を与えた。カントはヴォルフ学派の体系性をそれとしては高く評価しており、自身の批判によって「独断論」と位置づけたヴォルフ学派への批判を行い形而上学の再構築を図ったが、大学での講義では、自著ではなくヴォルフ学派の哲学者たちの形而上学の書を教科書として指定していた。
しかし他方、ヴォルフはドイツ人にとっての哲学を退屈にしたとも批判されうる。ライプニッツのモナド論と弁神論以外のもっとも興味ある側面は受け継がず、ライプニッツ流の退屈でもったいぶった文体をドイツの学界に広めた。ハイネは「ヴォルフは体系的というよりは百科全書的な頭脳をもち、ある学説の統一性を完成した形でしか理解できなかった。彼は一種の小間壁細工で満足した。各小間をできるかぎり美しく配列し、うまく充填して、明瞭なレッテルを貼り付ける。かくしていわゆるヴォルフの独断論が生まれた」と説明する。スピノザの『エチカ』に見られる数学的形式は、ヴォルフの手にかかるとそれ以上の探求を許さない図式となった。ヘーゲルはヴォルフについて「アリストテレスと同じく、万人に対して意識の世界を定義した人」だが「アリストテレスと違って、哲学的思考を用いず分析的な思考しか用いない」から、思考概念はバラバラに固定されてしまうと批評している。ヴォルフ哲学の根底にあるのは「常識」であり、常識を単純化したものが「定義」とされる。ヘーゲルは「このような野蛮な厳密主義は通俗化されて、やがて信用をなくし廃れていく」と述べた。

## 主著
- 《人間の知性の力と真理認識におけるその正しい使用にかんする理性的思考　Vernünftige Gedanken von den Kräften des menschlichen Verstandes》1712年
- 《神、世界、人間の魂、その他すべてのことについての理性的思考　Vernünftige Gedanken von Gott,derWelt und der Seele des Menschen》1719年
- 《人々がやっていることの合理的な考え　Vernünftige Gedanken von der Menschen Tun und Lassen》1720年
- 《哲学的根拠　Philosophia rationalis》1728年
- 《宇宙論一般　Cosmologia generalis》1730年
- 《経験的心理学　Psychologia empirica》1732年
- 《神学合法　Theologia naturalis》1736-37年
- 《組織的に考察された自然法　Jus Gentium Methodo Scientifica Pertractum》1740-49年
- 《自然法及び国際法提要　Jus naturae and Jus Gentium》1750年
- 《哲学者の道徳倫理　Philosophia moralis sive Ethica》1750-53年